# Biblioteca especialitzada
Biblioteca especialitzada és una biblioteca formada per obres d'una determinada disciplina o branca del coneixement, que forma part de l'estructura d'una entitat, administració o organització i cerca satisfer les necessitats informatives del seu personal, per tal que aquest pugui assolir els seus objectius.

## Orígens

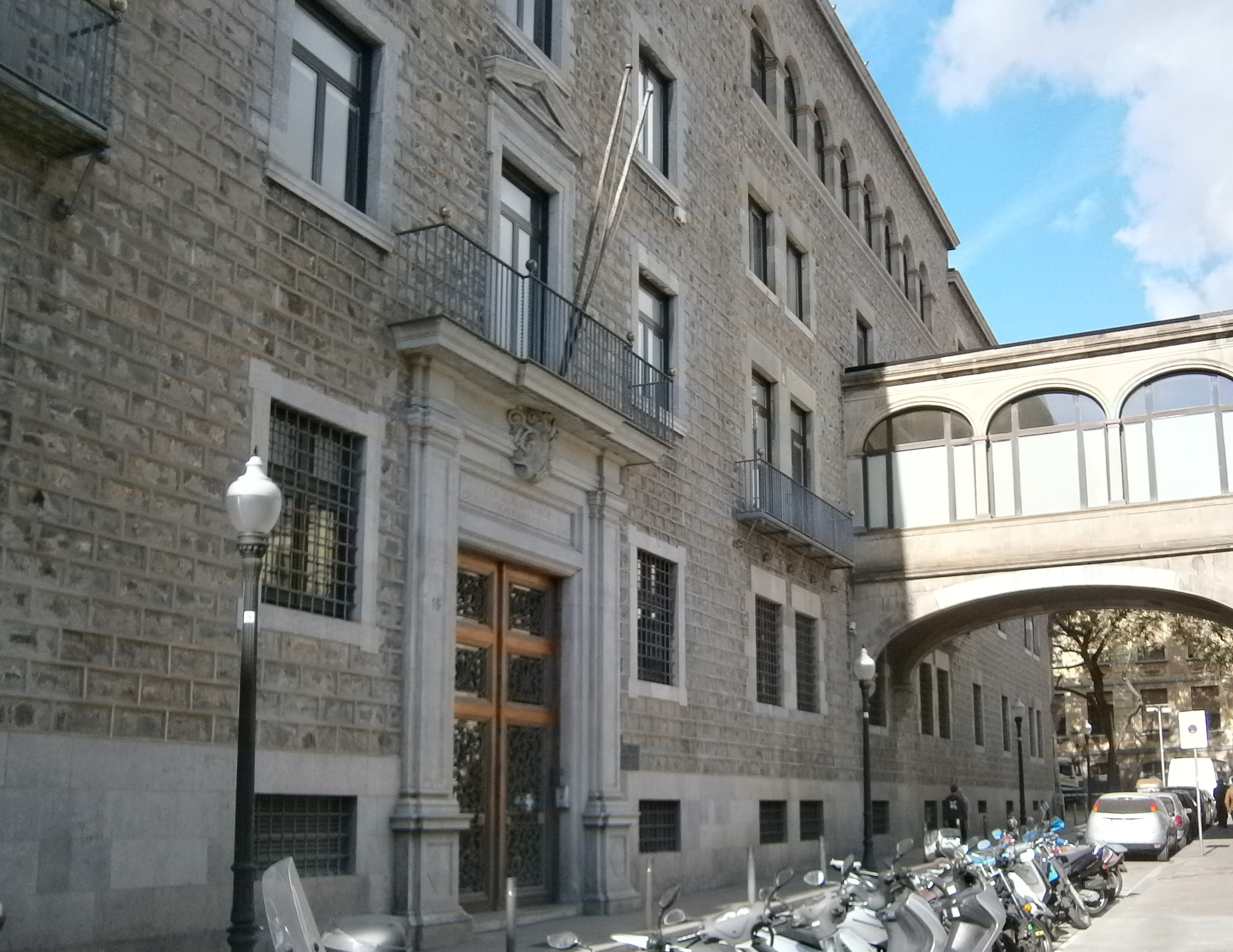
Institució Milà i Fontanals

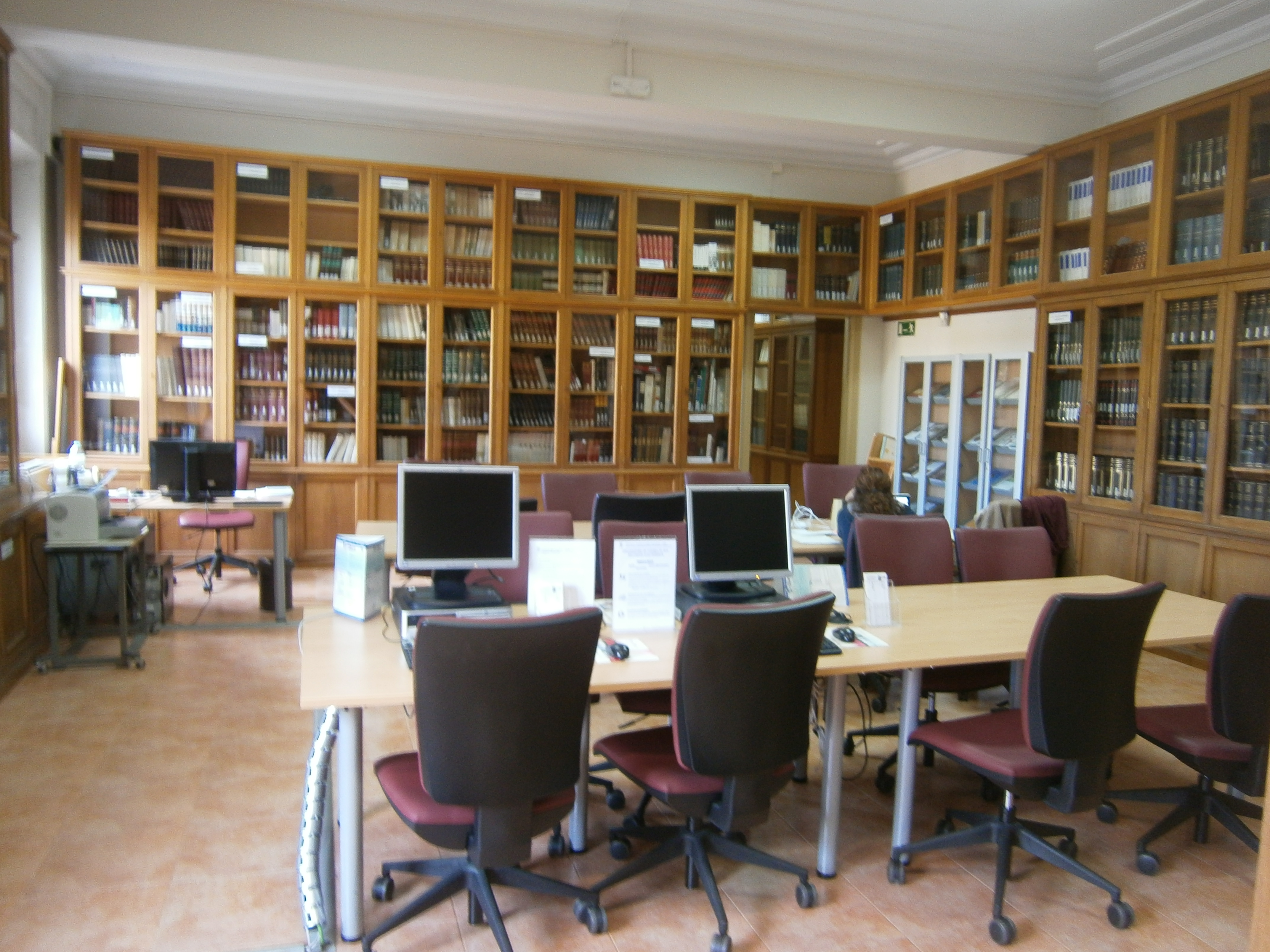
Barcelona, Catalunya. Biblioteca de la Institució Milà i Fontanals del CSIC. Sala de referència general

El naixement de les biblioteques especialitzades està íntimament lligat a l'augment de la informació que s'ha produït a la segona meitat del segle xx. Els nord-americans, a principis del segle xx, van estar els primers a reconèixer l'existència de biblioteques especialitzades, creant l'Associació de Biblioteques Especials (Special Libraries Association) per tal d'afavorir l'estudi i la reflexió sobre aquest tipus de biblioteques. Posteriorment aparegueren associacions similars al Regne Unit (Aslib-Association of special librarianship) i a França (Adbs-Asociation des Documentalistes et Bibliothecaires Specialises).

## Qüestions terminològiques
Des del món anglosaxó s'utilitza com a terme special library com a equivalent al de biblioteca especialitzada. En aquest cas, però, es posa més l'èmfasi en les característiques especials de l'organització responsable de la biblioteca, les quals comporten, conseqüentment, l'especialització de la col·lecció. Així, se la defineix, també, com una biblioteca establerta i finançada per un grup comercial, associació privada, organisme governamental, organització sense ànim de lucre, o grup d'interès especial per a satisfer les necessitats d'informació dels seus empleats, membres o personal de conformitat amb la missió i objectius de l'organització. L'abast de la col·lecció es limita en general als interessos de l'organització amfitriona.

## Tipus i característiques
Normalment es tracta de biblioteques que estan vinculades a centres d'investigació, organismes industrials o culturals, laboratoris, associacions professionals i d'altres institucions que desenvolupen la seva tasca en un àmbit determinat, i fins i tot de persones privades. A vegades, els bibliotecaris responsables són bibliotecaris temàtics o especialistes. La seva missió és respondre a les demandes d'informació dels seus usuaris. Entre les biblioteques especialitzades estan les biblioteques corporatives, les biblioteques jurídiques, les biblioteques mèdiques, les biblioteques de museus, les biblioteques de notícies, i biblioteques sense ànim de lucre. No sempre solen estar obertes al públic en general. Les biblioteques especialitzades també es coneixen com a centres d'informació.
Les biblioteques especialitzades es diferencien d'altres tipus de biblioteques com les escolars, les públiques o les nacionals, per una sèrie de característiques relacionades amb la tipologia i el tractament dels documents, els usuaris (amb una formació elevada i requeriments d'informació especialitzats), els professionals que les mantenen (sovint, amb una formació específica en una àrea determinada, el seu funcionament actiu i contínua actualització, la relació amb altres biblioteques i centres d'informació, l'alt grau d'automatització dels seus serveis, les seves dimensions relativament petites pel que fa a la col·lecció, l'espai o el personal.

## Funcions
Entre les funcions principals es troben la de proporcionar informació de manera ràpida i eficaç, tractament exhaustiu dels documents per obtenir la màxima informació, l'actualització constant dels seus fons, la difusió activa i selectiva de la informació d'acord amb les necessitats dels seus usuaris i l'accés a bases de dades relacionades amb el seu àmbit.

## Fons
Pel que fa a la composició dels fons de les biblioteques especialitzades, aquests poden ser de tres tipus:
- Informació publicada (publicacions periòdiques, monografies, normes, patents, obres de referència).
- Informació interna, generada per la mateixa institució en la qual es troba la biblioteca. Així la "literatura grisa", informes, estudis o projectes.
- Informació de fonts externes (bases de dades i catàlegs d'altres institucions).

## Característiques dels usuaris
La informació de la biblioteca especialitzada va dirigida, essencialment, a les persones vinculades a la institució relacionada amb la biblioteca. En aquest sentit, els seus usuaris posseeixen un nivell de formació alt i especialitzat. I en la seva demanda d'informació són exigents amb el temps de resposta i la qualitat de la informació requerida.

## Biblioteques i xarxes de biblioteques especialitzades a l'Estat espanyol
- Andalusia: Red de Centros de Documentación y Bibliotecas Especializadas de Andalucía (Red IDEA), promogut des de la Junta d'Andalusia com a xarxa de biblioteques especialitzades de l'administració autonòmica.
- Astúries: Sistema de Información en Red de Asturias (SIDRA). És un sistema de gestió de la documentació de l'administració autonòmica del Principat, amb accés obert als ciutadans.
- País Valencià: Portal de la xarxa de biblioteques especialitzades de la Generalitat Valenciana, que dona accés al Catàleg Col·lectiu de les Biblioteques Especialitzades de la Generalitat Valenciana.

En l'àmbit estatal: 
- Xarxa de Biblioteques del Consell Superior d'Investigacions Científiques (CSIC), amb una xarxa de centres d'investigació a tot l'Estat, gestionant i coordinant totes les seves biblioteques de recerca, i donant accés a la informació a la seva comunitat d'usuaris.
- Biblioteques judicials del Consell General del Poder Judicial d'Espanya
- Biblioteques dels consells de treball, econòmics i socials de l'Estat i de les comunitats autònomes.

- Biblioteques d'associacions i grups de professionals, especialistes en una àrea del coneixement, com les dels professionals de la informació especialitzats en art, arquitectura, esports, dones o música.

## Biblioteques i xarxes de biblioteques especialitzades a Catalunya
- Catàleg Col·lectiu de les Universitats Catalanes (CCUC), promogut pel Consorci de Biblioteques Universitàries de Catalunya que dona accés a 75 universitats i institucions amb biblioteques especialitzades que comparteixen catàleg i accés a programes, préstec interbibliotecari i bases de dades de sumaris.
- Xarxa de Biblioteques Especialitzades de la Generalitat de Catalunya (BEG), col·laborant amb la missió d'oferir serveis especialitzats de recerca i de suport a la recerca i a la presa de decisions dels poders públics, a més de conservar la memòria de l'administració i oferir serveis especialitzats al ciutadà.
- Xarxa de Biblioteques d'Art, iniciada des de la Direcció General de Promoció Cultural de la Generalitat de Catalunya que unifica els catàlegs de la Biblioteca General d'Història de l'Art del MNAC, la Biblioteca del MACBA i el Centre de Documentació d'Art Contemporani Alexandre Cirici.
- Xarxa de Biblioteques Judicials de Catalunya, formant part de la Red de Bibliotecas Judiciales Españolas, i compartint el Catálogo Colectivo de Bibliotecas Judiciales, del Consell General del Poder Judicial d'Espanya.[5]
- Xarxa de les biblioteques del CSIC a Catalunya, formada per les biblioteques especialitzades que pertanyen a centres propis del CSIC o resultants d'un conveni específic entre el CSIC i una universitat catalana. Comparteixen el catàleg general de la Xarxa de Biblioteques i Arxius del CSIC a Espanya.